# Amfiteátr ve Visle
Amfiteátr ve Visle, polsky Amfiteatr w Wiśłe či Amfiteatr imienia Stanisława Hadyny, je amfiteátr ve městě Visla v okrese Těšín ve Slezském vojvodství ve Slezských Beskydech v jižním Polsku. Nachází se v parku Park Kopczyńskiego na levém břehu řeky Visla.

## Historie a popis
Amfiteátr ve Visle je pojmenovaný po hudebním skladateli, dirigentovi, muzikologovi, spisovateli a folkloristovi Stanisławu Hadynovi (1919 – 1999). Po rekonstrukci je zastřešen a bývá často využíván pro různorodé akce. Pravidelně zde bývá Týden beskydské kultury (Tydzień Kultury Beskidzkiej), jedna z nejstarších a největších folklórních akcí Evropy. V hledišti amfiteátru je bronzový památník Stanisława Hadyny. Amfiteátr pojme asi 2500 diváků a byl postaven v roce 2010. Místo je celoročně volně přístupné.

## Galerie

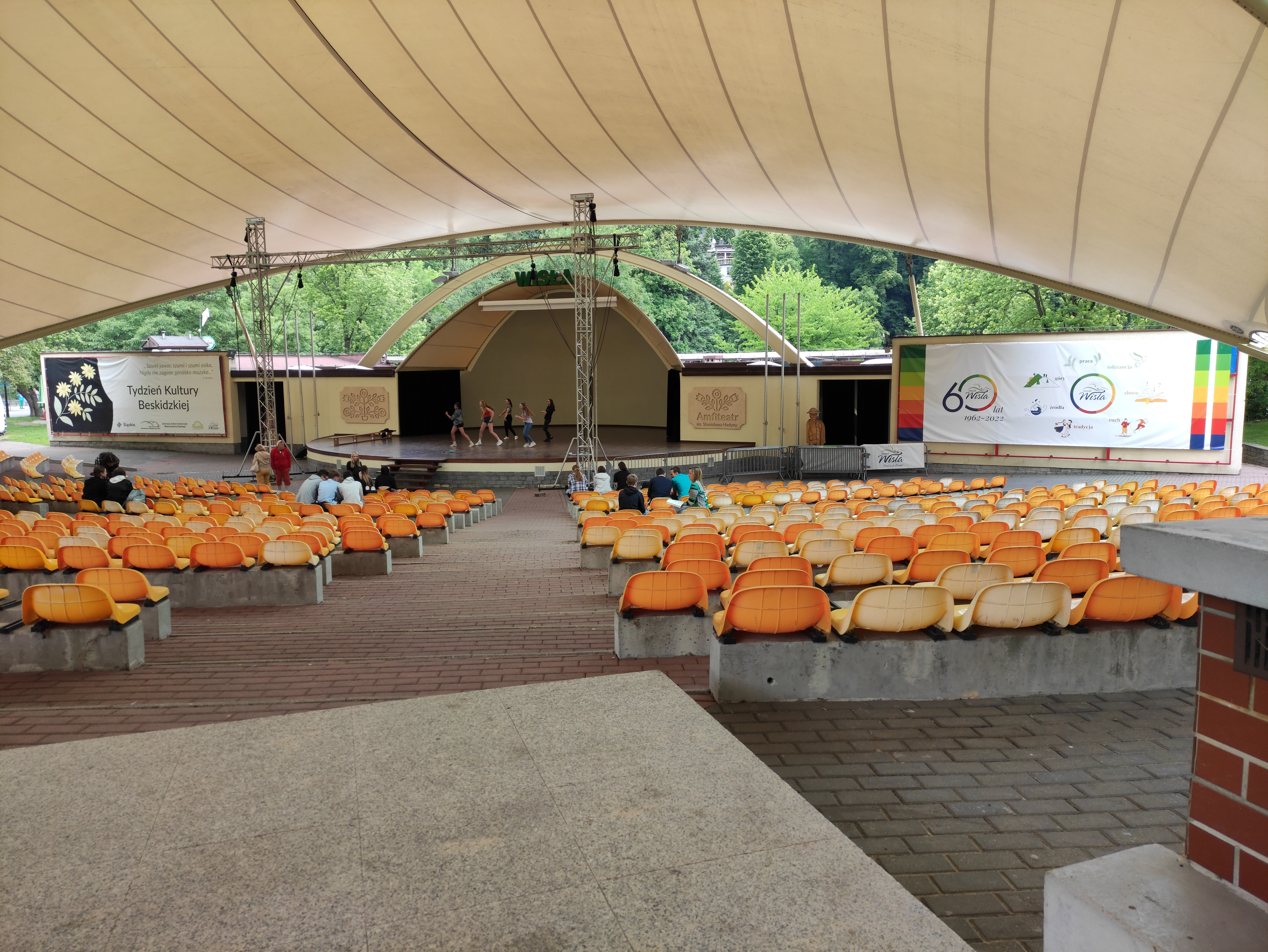
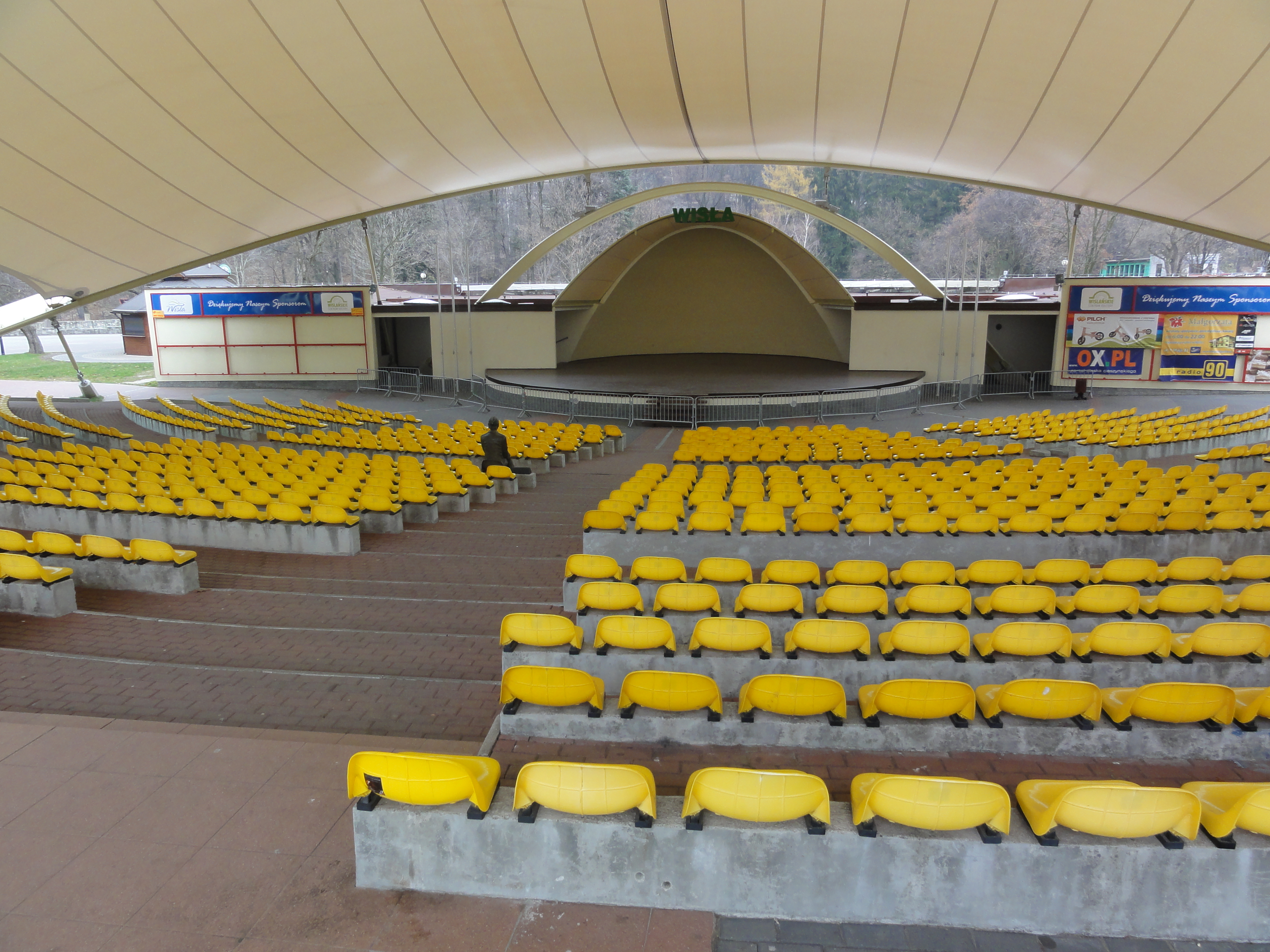
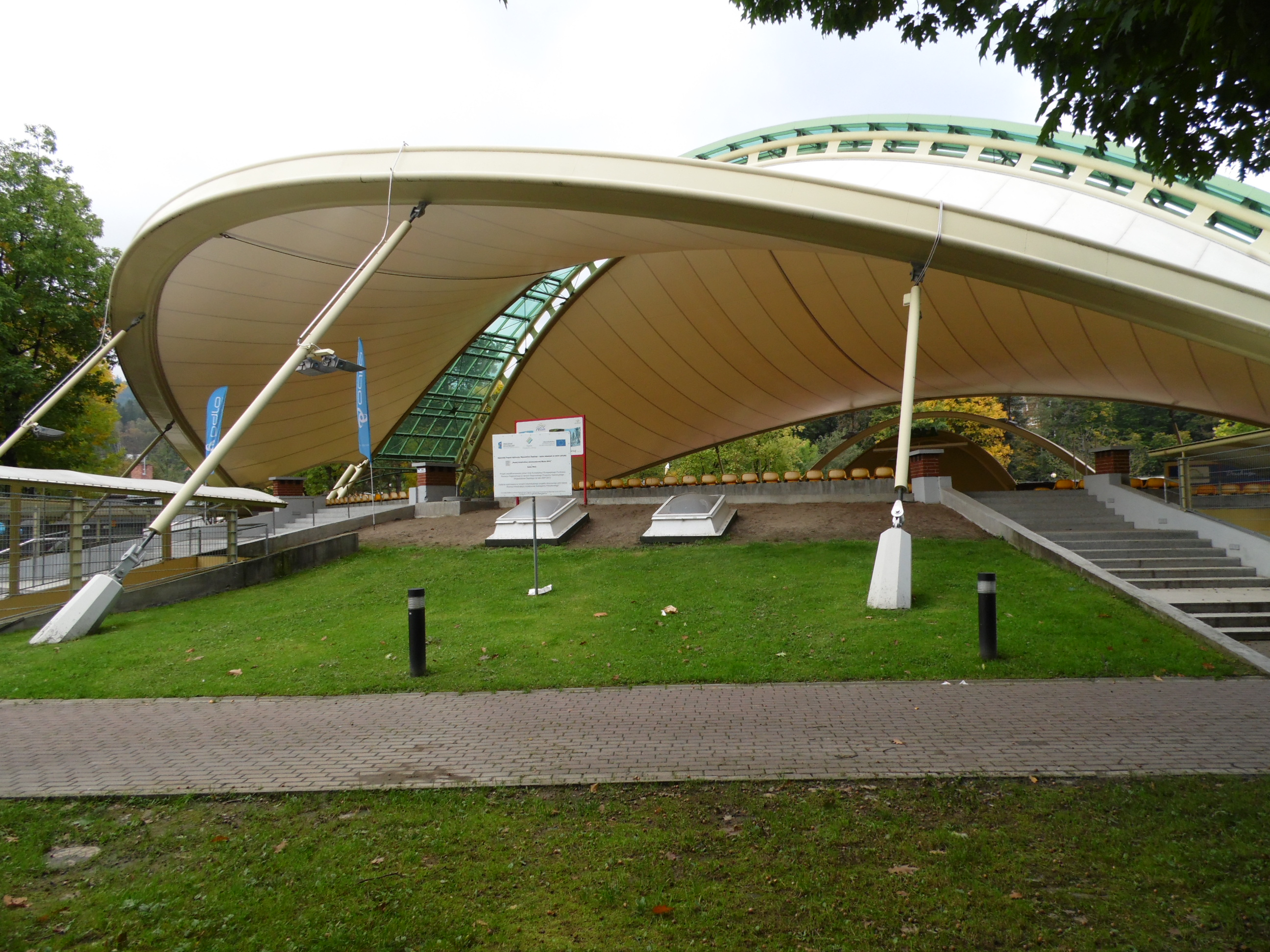